# بريت هودسون
بريت هودسون (بالإنجليزية: Brett Hodgson)‏ هو لاعب دوري الرغبي أسترالي، ولد في 12 فبراير 1978 في نيوساوث ويلز في أستراليا.

## روابط خارجية
- بريت هودسون على موقع ItsRugby.co.uk (الإنجليزية)